# Olympia Heights
Olympia Heights ist ein census-designated place (CDP) im Miami-Dade County im US-Bundesstaat Florida. Das U.S. Census Bureau hat bei der Volkszählung 2020 eine Einwohnerzahl von 12.873 ermittelt.

## Geographie
Olympia Heights liegt rund zehn Kilometer westlich von Miami und wird von den Florida State Roads 826 (Palmetto Expressway), 874 (Don Shula Expressway, mautpflichtig), 973 und 976 durchquert bzw. tangiert.

## Demographische Daten
Laut der Volkszählung 2010 verteilten sich die damaligen 13.488 Einwohner auf 4114 Haushalte. Die Bevölkerungsdichte lag bei 1899,7 Einw./km². 95,2 % der Bevölkerung bezeichneten sich als Weiße, 1,2 % als Afroamerikaner, 0,3 % als Indianer und 0,6 % als Asian Americans. 1,7 % gaben die Angehörigkeit zu einer anderen Ethnie und 1,0 % zu mehreren Ethnien an. 85,8 % der Bevölkerung bestand aus Hispanics oder Latinos.
Im Jahr 2010 lebten in 34,6 % aller Haushalte Kinder unter 18 Jahren sowie 48,5 % aller Haushalte Personen mit mindestens 65 Jahren. 81,7 % der Haushalte waren Familienhaushalte (bestehend aus verheirateten Paaren mit oder ohne Nachkommen bzw. einem Elternteil mit Nachkomme). Die durchschnittliche Größe eines Haushalts lag bei 3,23 Personen und die durchschnittliche Familiengröße bei 3,41 Personen.
20,3 % der Bevölkerung waren jünger als 20 Jahre, 21,7 % waren 20 bis 39 Jahre alt, 28,8 % waren 40 bis 59 Jahre alt und 29,2 % waren mindestens 60 Jahre alt. Das mittlere Alter betrug 46 Jahre. 48,1 % der Bevölkerung waren männlich und 51,9 % weiblich.
Das durchschnittliche Jahreseinkommen lag bei 54.110 $, dabei lebten 16,4 % der Bevölkerung unter der Armutsgrenze.
Im Jahr 2000 war Englisch die Muttersprache von 19,56 % der Bevölkerung und spanisch sprachen 80,44 %.